# 불의 (주작도위)
불의(不疑, ? ~ ?)는 전한 중기의 관료이다. '불의'는 이름자로, 성씨는 알 수 없다. 제소남(齊召南)은 직불의와 동일인물이라고 주장하였다.

## 행적
경제 중5년(기원전 145년), 주작도위에 임명되었다.
불의는 기록으로 전하는 주작도위 중 가장 오래된 인물인데, 주작도위는 본래 주작중위(主爵中尉)로 불리던 것을 경제 때 바꾼 것이다. 즉 관직 자체는 이전부터 있었으나, 불의 이전의 관원은 알 수 없다.

## 출전
- 반고, 《한서》 권19하 백관공경표 下

| 전임 (불명) | 전한의 주작도위 기원전 145년 ~ 기원전 142년? | 후임 노 |